# 岗度镇
岗度镇，是中华人民共和国贵州省黔南布依族苗族自治州惠水县下辖的一个乡镇级行政单位。
2014年2月14日，贵州省人民政府批复同意惠水县部分乡镇行政区划调整，新设置的岗度镇辖原岗度乡、宁旺乡，镇人民政府驻岗度村。

## 行政区划
岗度镇下辖以下地区：
岗度村、火阳村、黄土村、本底村、石烧村、柏栗村、宁旺村、龙泉村、龙塘村、新摆村、白水河村和龙田村。